# US Open 2008
US Open 2008 var en tennisturnering, der blev spillet på hardcourt. Det var den 128. udgave af US Open og den fjerde og sidste Grand Slam-turnering i året. Turneringen blev afholdt på USTA Billie Jean King National Tennis Center i Flushing Meadows, New York City, USA, fra 25. august til 7. september 2008. Vinderne i singlerækkerne blev Serena Williams fra USA hos kvinderne og for femte gang i træk Roger Federer fra Schweiz.
Den eneste danske deltager, Caroline Wozniacki, blev slået ud i 4. runde af den andenseedede serber Jelena Jankovic, der senere tabte i finalen til Williams.

## Mænd

### Kvartfinaler
| Dato         | Kvartfinaler US Open 2008           | Resultat | Sæt                |
| ------------ | ----------------------------------- | -------- | ------------------ |
| 4. september | Rafael Nadal – Mardy Fish           | 3 – 1    | 3-6, 6-1, 6-4, 6-4 |
| 4. september | Andy Murray – Juan Martin del Potro | 3 – 1    | 7-6, 7-6, 4-6, 7-5 |
| 4. september | Novak Đoković – Andy Roddik         | 3 – 1    | 6-2, 6-3, 3-6, 7-6 |
| 4. september | Roger Federer – Gilles Muller       | 3 – 0    | 7-6, 6-4, 7-5      |

### Semifinaler
| Dato            | Semifinaler US Open 2008      | Resultat | Sæt                |
| --------------- | ----------------------------- | -------- | ------------------ |
| 6.-7. september | Andy Murray – Rafael Nadal    | 3 – 1    | 6-2, 7-6, 4-6, 6-4 |
| 6. september    | Roger Federer – Novak Đoković | 3 – 1    | 6-3, 5-7, 7-5, 6-2 |

### Finale
| Dato         | Finale herresingle US Open 2008 | Resultat | Sæt           |
| ------------ | ------------------------------- | -------- | ------------- |
| 8. september | Roger Federer – Andy Murray     | 3 – 0    | 6-2, 7-5, 6-2 |

## Damer

### Kvartfinaler
| Dato         | Kvartfinaler damesingle US Open 2008 | Resultat | Sæt      |
| ------------ | ------------------------------------ | -------- | -------- |
| 3. september | Dinara Safina – Flavia Pennetta      | 2 – 0    | 6-3, 6-2 |
| 4. september | Serena Williams – Venus Williams     | 2 – 0    | 7-6, 7-6 |
| 2. september | Jelena Dementjeva – Patty Schnyder   | 2 – 0    | 6-2, 6-3 |
| 3. september | Jelena Janković – Sybille Bammer     | 2 – 0    | 6-1, 6-4 |

### Semifinaler
| Dato         | Semifinaler damesingle US Open 2008 | Resultat | Sæt      |
| ------------ | ----------------------------------- | -------- | -------- |
| 5. september | Serena Williams – Dinara Safina     | 2 – 0    | 6-3, 6-2 |
| 5. september | Jelena Janković – Jelena Dementjeva | 2 – 0    | 6-4,6-4  |

### Finale
| Dato         | Finale damesinglesingle US Open 2008 | Resultat | Sæt      |
| ------------ | ------------------------------------ | -------- | -------- |
| 7. september | Serena Williams – Jelena Janković    | 2 – 0    | 6-4, 7-5 |

## Seedninger
| 1. Rafael Nadal 2. Roger Federer 3. Novak Djokovic 4. David Ferrer 5. Nikolay Davydenko 6. Andy Murray 7. David Nalbandian 8. Andy Roddick 9. James Blake 10. Stanislas Wawrinka 11. Fernando Gonzalez 12. Richard Gasquet 13. Fernando Verdasco 14. Ivo Karlovic 15. Tommy Robredo 16. Gilles Simon 17. Juan Martin del Potro 18. Nicolas Almagro 19. Jo-Wilfried Tsonga 20. Nicolas Kiefer 21. Mikhail Youzhny 22. Tomas Berdych 23. Igor Andreev 24. Paul-Henri Mathieu 25. Philipp Kohlschreiber 26. Dmitry Tursunov 27. Feliciano Lopez 28. Radek Stepanek 29. Juan Monaco 30. Marin Cilic 31. Andreas Seppi 32. Gaël Monfils | 1. Ana Ivanovic 2. Jelena Jankovic 3. Svetlana Kuznetsova 4. Serena Williams 5. Elena Dementieva 6. Dinara Safina 7. Venus Williams 8. Vera Zvonareva 9. Agnieszka Radwanska 10. Anna Chakvetadze 11. Daniela Hantuchova 12. Marion Bartoli 13. Agnes Szavay 14. Victoria Azarenka 15. Patty Schnyder 16. Flavia Pennetta 17. Alize Cornet 18. Dominika Cibulkova 19. Nadia Petrova 20. Nicole Vaidisova 21. Caroline Wozniacki 22. Maria Kirilenko 23. Lindsay Davenport 24. Shahar Peer 25. Francesca Schiavone 26. Anabel Medina Garrigues 27. Alona Bondarenko 28. Katarina Srebotnik 29. Sybille Bammer 30. Ai Sugiyama 31. Virginie Razzano 32. Amelie Mauresmo |